# Liste der Monuments historiques in Bayet
Die Liste der Monuments historiques in Bayet führt die Monuments historiques in der französischen Gemeinde Bayet auf.

## Liste der Bauwerke
| Bezeichnung      | Beschreibung              | Standort | Kennzeichnung | Schutzstatus | Datum | Bild           |
| ---------------- | ------------------------- | -------- | ------------- | ------------ | ----- | -------------- |
| Kirche St-Marcel | Erbaut im 12. Jahrhundert | (Lage)   | PA00092984    | Inscrit      | 1933  | weitere Bilder |